# Tamiosoma gregaria
Tamiosoma gregaria is een zeepokkensoort uit de familie van de Balanidae. De wetenschappelijke naam van de soort is voor het eerst geldig gepubliceerd in 1857 door Conrad.